# Munții Siberiei de Est
Munții Siberiei de Est este o regiune muntoasă situată în Siberia Orientală, nord-estul Asiei, ea făcând parte din Districtul Federal Orientul Îndepărtat, partea rusă din Orientul Îndepărtat.

## Date geografice
În nordul regiunii se află cercul polar de nord, Oceanul Arctic, la est Oceanul Pacific cu mările marginale Marea Laptev, Marea Siberiană Orientală, Marea Ciukotka, Marea Bering și Marea Ohotsk. Munții Siberiei de Est sunt mărginiți la vest de depresiunea Iacută, care se întinde pe cursul fluviului Lena. Regiunea cuprinde munți a căror lanțuri se întind pe direcția est-vest pe o lungime de 2.700 km, ajungând până la capul Dejnov. Spre nord lanțul muntos are forma literei "V" fiind limitat de Câmpia Siberiei de Est. La sud regiunea se învecinează cu Munții Siberiei de Sud.
Înălțimi
| - Munții Verhoiansk - Podișul Oimiakon - Munții Cerchezi - Munții Giugiur | - Munții Moma - Platoul Iukagir - Munții Kolima | - Munții Aniui - Munții Koriaci | - Platoul Anadâr - Munții Anadâr |

Ape curgătoare
| - Jana - Indigirka - Kolyma | - Anadâr - Omolon |

Orașe
Regiunea are o populație rară, oraș mare în regiune fiind Magadan.

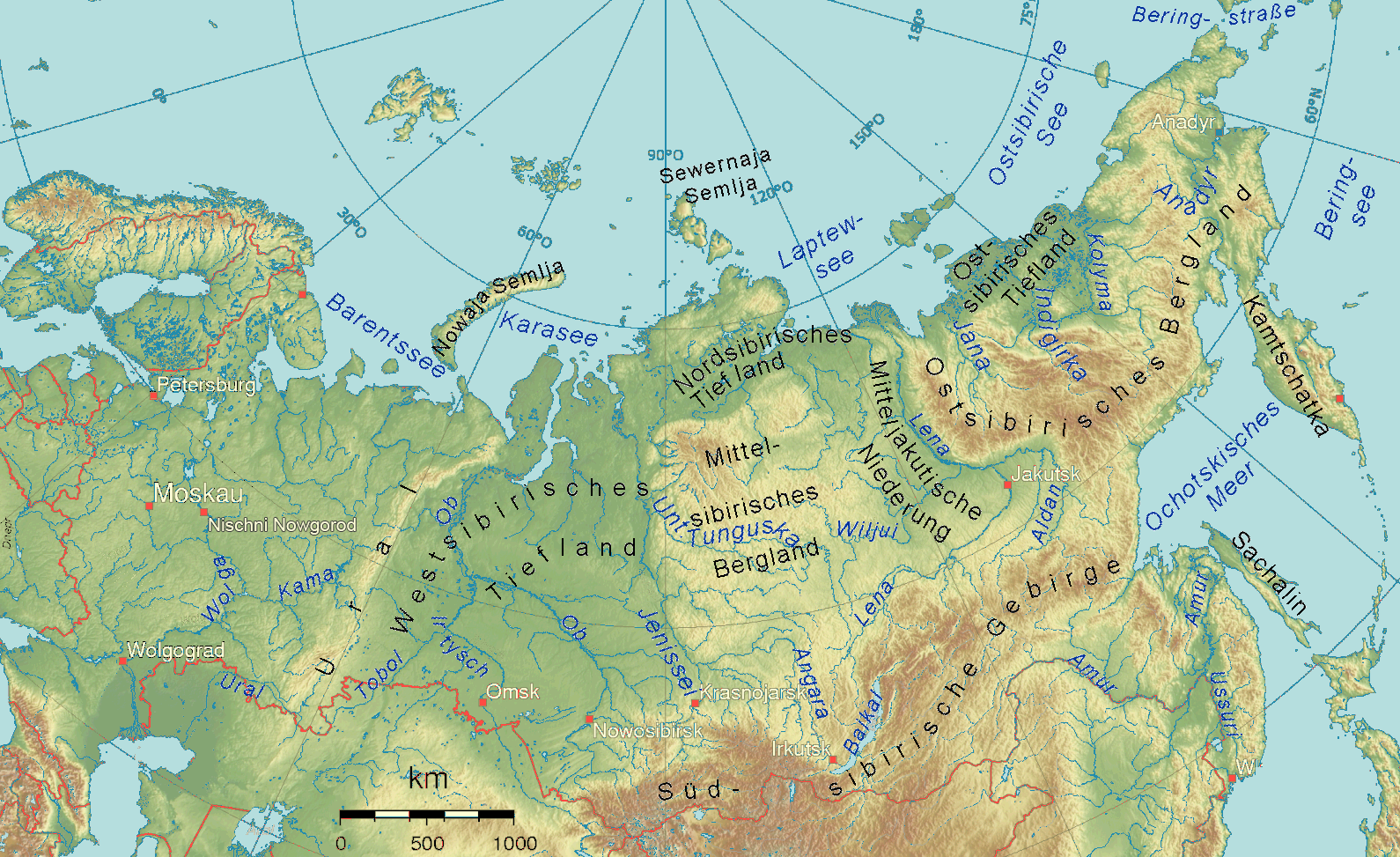
1-Câmpia Siberiei de Est, 2-Munții Siberiei de Est, 3-Depresiunea Centrală Iacută, 4-Platoul Siberian Central, 5-Câmpia Siberiei de Nord, 6-Câmpia Siberiei de Vest, 7-Munții Siberiei de Sud